# Mario Kartel
Mario Kartel is een Nederlandse rapformatie die bestaat uit de rappers Tellem, Big2, Yung Felix en Spacekees. Het debuutalbum met de naam van de band stond vier weken in de Album Top 100.

## Discografie
| Jaar | Album        | Label                  |
| ---- | ------------ | ---------------------- |
| 2016 | Mario Kartel | Noah's Ark, Dream Team |

### Hitnoteringen
Albums
| Album met eventuele hitnotering(en) in de Nederlandse Album Top 100 | Datum van verschijnen | Datum van binnenkomst | Hoogste positie | Aantal weken | Opmerkingen |
| ------------------------------------------------------------------- | --------------------- | --------------------- | --------------- | ------------ | ----------- |
| Mario Kartel                                                        | 10-09-2016            | 01/10/2016            | 36              | 4            |             |

Videoclips
| Jaar | Naam         | Regie        | Album        |
| ---- | ------------ | ------------ | ------------ |
| 2016 | Probleem     | ICHI ICHI    | Mario Kartel |
| 2016 | Uit Den Boze | Joyce Collin | Mario Kartel |